# Cabu
Pour les articles homonymes, voir Cabut et (320880) Cabu.
Pour les articles ayant des titres homophones, voir Cabus.
Jean Maurice Jules Cabut, dit Cabu, est un caricaturiste, journaliste, dessinateur de presse et auteur de bande dessinée français, né le 13 janvier 1938 à Châlons-sur-Marne (aujourd'hui Châlons-en-Champagne) et mort assassiné le 7 janvier 2015 à Paris 11e lors de l'attentat terroriste contre la rédaction de Charlie Hebdo.
Créateur des personnages du Grand Duduche et du Beauf, participant aux équipes de journaux satiriques comme Hara-Kiri, Charlie Hebdo ou Le Canard enchaîné, il collabore en outre à plusieurs émissions de télévision aussi bien de débat — avec Droit de réponse — que pour enfants — avec Récré A2 — qu'il illustre en direct.

## Biographie

### Jeunesse châlonnaise

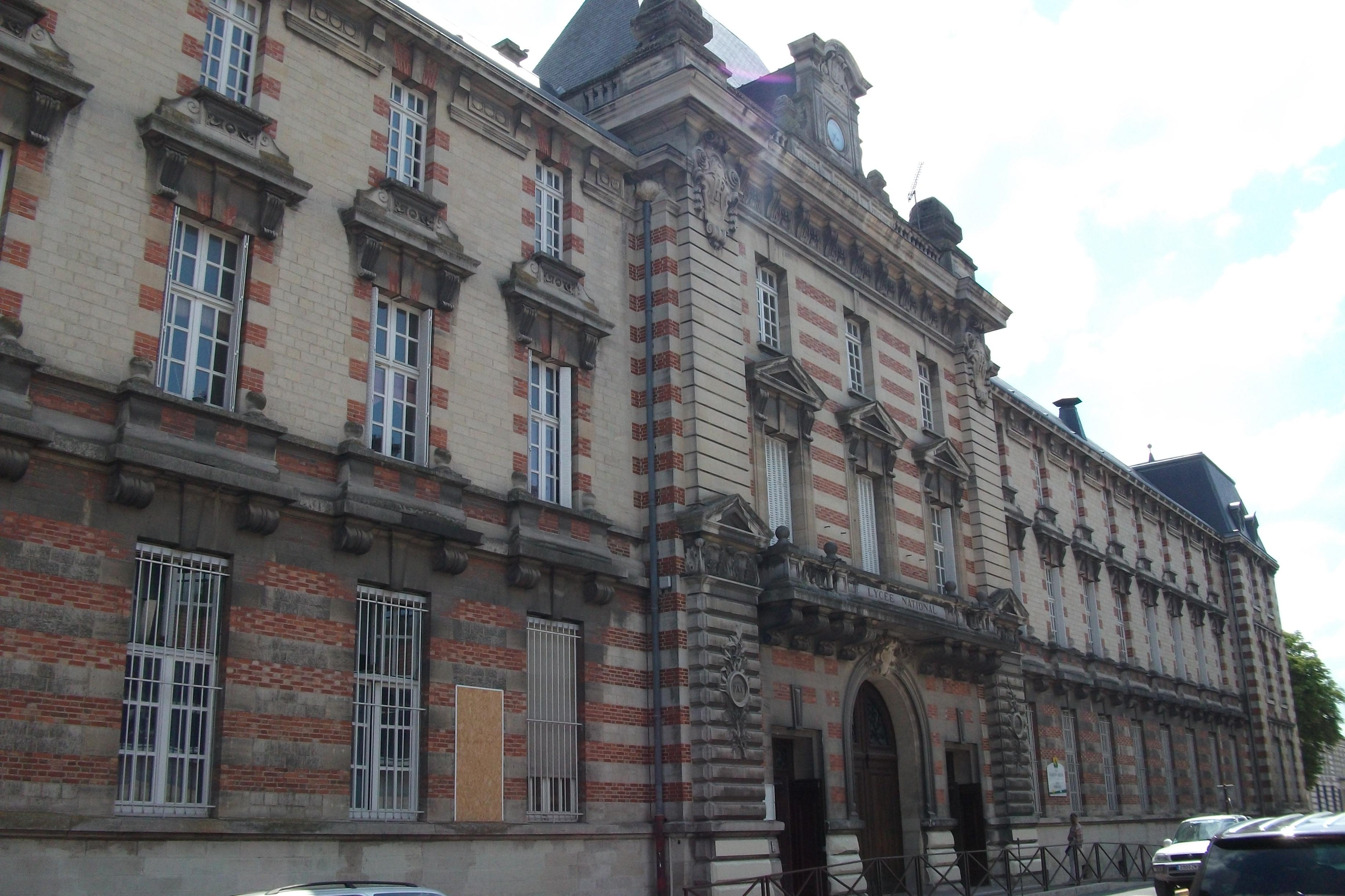
Lycée Pierre Bayen de Châlons.

Né le 13 janvier 1938 de parents professeurs, Jean Cabut passe son enfance et son adolescence à Châlons-sur-Marne dans une famille catholique de la petite bourgeoisie. Son père Marcel Cabut (1913-2007), professeur de forge à l’École nationale supérieure d'arts et métiers et peintre amateur, l'éduque à coups de martinet. Jean Cabut fait ses études au lycée Pierre-Bayen et au lycée nationalisé mixte, avenue de Champagne, à Épernay. Ce lycée figure dans un ouvrage de Cabu, étant reconnaissable avec ses deux cours, inférieure et supérieure, la salle de gymnastique et l'amphithéâtre. Jean a 14 ans en 1952 lorsqu'il remporte le premier prix d'un concours de dessin organisé par le magazine Cœurs vaillants pour les stylos Meteore. Il gagne une bicyclette et son dessin est publié dans la revue Publimondial. Inspiré par le dessinateur Dubout, il continue donc à dessiner sous le nom de J.K-Bu dans le journal du lycée « Le Petit Fum's » tiré à trois cents exemplaires.
À 15 ans il publie ses premières illustrations dans le quotidien régional L'Union de Reims grâce à Jean-Marie Boëglin, alors chef de l’agence de Châlons, qui lui met le pied à l’étrier en publiant ses dessins dans les pages locales.

### Découverte de Paris

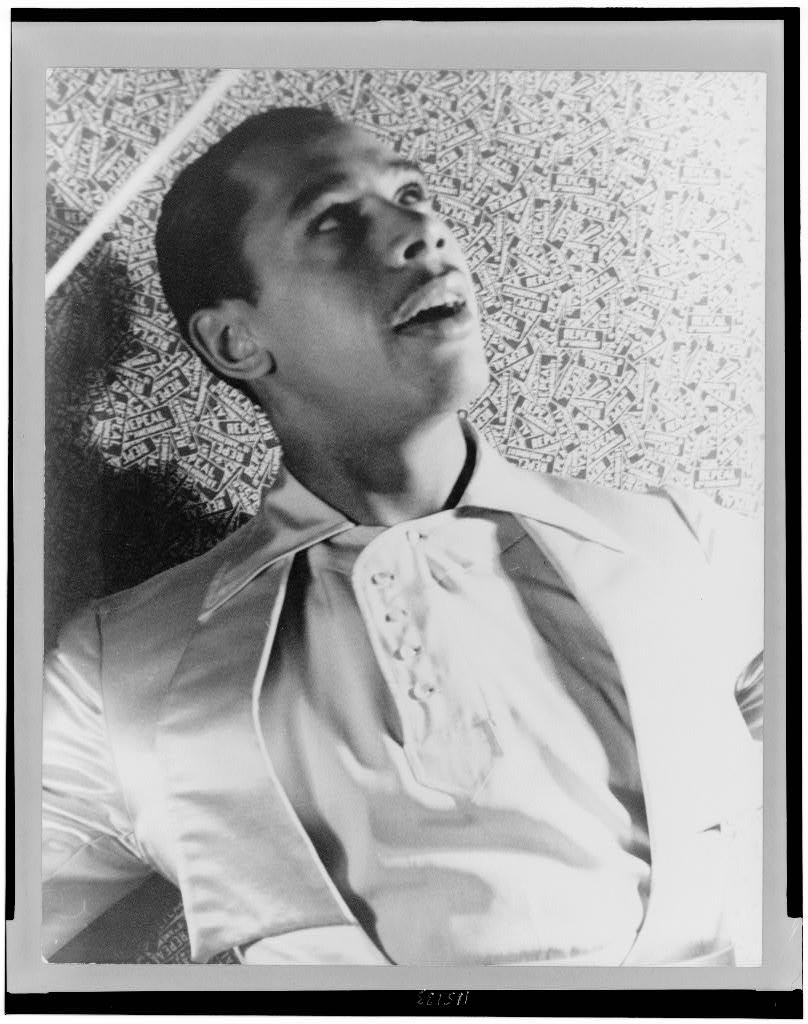
Cab Calloway.

En 1956 Cabu vient à Paris travailler comme apprenti dans un studio de dessin spécialisé dans les emballages alimentaires situé au-dessus du Crazy Horse Saloon.
Il est enchanté par le jazz de Cab Calloway, qui joue pendant les intermèdes des Harlem Globe Trotters alors en tournée de démonstration de basket-ball à Paris. Cette passion pour le jazz et le swing, ne le quittera plus. Il y consacrera plusieurs ouvrages, et préfacera un livre sur les 60 ans du Caveau de la Huchette. Il réalisera des reportages sur le jazz, arpentant les salles de concert et les festivals pour rencontrer Cab Calloway, Lionel Hampton, Count Basie, Duke Ellington et tiendra une chronique radio sur TSF Jazz avec Laure Albernhe, « Le Jazz qui déménage ».
Il s’inscrit en 1956 comme « élève de complément » à l’école Estienne et, le samedi, croque des nus à l’académie Julian,.
Son premier dessin parisien est reçu par l'hebdomadaire Paris Match, le 13 avril 1957 ; Cabu a dix-neuf ans, et illustre la vie des collégiens et collégiennes.

### Guerre d'Algérie
Cabu doit interrompre sa vie parisienne lorsqu'il est mobilisé comme conscrit pour la guerre d'Algérie en mars 1958. Il est incorporé pendant vingt-sept mois jusqu'en juin 1960, au 9e régiment de zouaves basé à Bougie à 220 km à l'est d'Alger. Le 2e classe y développe une conscience politique décisive en étant confronté à la violence et la cruauté, qu'il découvre pendant son service. Cette période forge chez lui un antimilitarisme farouche.
Dix mois avant la fin de son service militaire, il est affecté à la rédaction de Bled, hebdomadaire militaire d'information. Il s'agit du journal de la propagande militaire française, distribué gratuitement aux soldats, et tiré à 350 000 exemplaires. La rédaction est basée à Constantine, et Philippe Labro et Francis Veber y signent également des articles. Le deuxième classe Cabut y dessine la série La Fille du colonel et des historiettes brocardant la vie de la caserne et des jeunes appelés. Il tient de cette période un antimilitarisme militant et une vision anarchiste de la société, qu'il transpose dans ses dessins. Son personnage de l'adjudant Kronenbourg est inspiré de sous-officiers réels. Il signe sous le nom de Cabu. Pendant son incorporation militaire, Il collabore à Paris Match.

### Journaliste dessinateur engagé
Selon Frédéric Pagès, Cabu « n'est pas un dessinateur qui travaille dans les journaux, c'est un journaliste qui dessine ».

#### Aventure d'Hara-Kiri
Démobilisé en 1960, Cabu soumet ses dessins à plusieurs rédactions, et certains sont publiés par Ici Paris et France Dimanche. En juin 1960, il rencontre le dessinateur Fred qui lui propose de rencontrer une équipe en gestation, celle du futur journal Hara-Kiri, avec François Cavanna et Georges Bernier, surnommé professeur Choron. Cabu y trouve une ambiance en accord avec ses idées, et rencontre d'autres dessinateurs de talent : Gébé, Fred, Wolinski, Reiser… Il publie son premier dessin dans le numéro 3 d'Hara-Kiri, daté de décembre 1960.

#### Le Grand Duduche
Hara-Kiri étant une première fois interdit par le ministère de l'Intérieur en 1961, pour outrage aux bonnes mœurs, Cabu travaille avec René Goscinny, qui l'intègre à l'équipe de Pilote. 
Guidé par René Goscinny qui a vécu les années 1950 et la période beatnik à New York au sein de l'équipe rédactionnelle du journal Mad, le dessinateur y crée son personnage fétiche, le grand Duduche, lycéen lymphatique et maladroit inspiré par ses souvenirs de lycéen à Châlons. Duduche apparaît dans le premier numéro de l'année 1963.

« Une chevelure hirsute, d'étranges petites lunettes à monture d'acier, un accoutrement qui doit plus à la fantaisie personnelle qu'aux exigences de la mode, des yeux candides, un sourire de cancre malicieux, c'est le grand Duduche… et c'est aussi Cabu. »

Cabu crée également le personnage du « Beauf »,,.
Il rencontre Isabelle Monin, institutrice de 23 ans, mère de quatre enfants, en poste à Châlons-sur-Marne. Ils ont un garçon, Emmanuel (le chanteur Mano Solo), né le 24 avril 1963, et s'installent à Ozoir-la-Ferrière en 1968.

#### Charlie Hebdo

Logo de Charlie Hebdo.

Cabu dessine des reportages pour Paris Presse puis, en 1966, couvre le procès Ben Barka pour Le Figaro. Il publie dans L’Enragé, journal éphémère de caricatures de Mai 68. Il reçoit en 1969 le Crayon d'or du dessin de presse, remis par Pierre Dac. La même année, il fait partie des dessinateurs de Hara-Kiri hebdo, qui sera interdit du fait de la couverture du no 94 sorti le vendredi 13 novembre 1970, daté du lundi 16 novembre 1970, « Bal tragique à Colombey : 1 mort ». Il rejoint une semaine plus tard, le nouvellement créé Charlie Hebdo, pour deux pages par semaine, jusqu'en 1981.
Cabu et Reiser quittent Pilote en février 1972 car Cavanna impose aux dessinateurs de travailler exclusivement pour Charlie Hebdo. Fred continue de dessiner à Pilote.
En novembre 1972, il participe à la création du mensuel écologiste La Gueule ouverte aux côtés de Pierre Fournier, pacifiste convaincu et journaliste à Charlie Hebdo, d'Émile Prémillieu, de Cavanna, de Georges Wolinski et de Reiser. Pierre Fournier meurt un an plus tard, et Isabelle Monin, l'épouse de Cabu, devient directrice du journal.

### Antimilitariste
Militant pacifiste, auteur de centaines de dessins antimilitaristes, Cabu est condamné six fois pour insultes à l’armée ou atteinte à son moral,,. En mars 1975, lors d’une campagne pour l’abolition de la justice militaire menée par de nombreuses associations, il illustre une affiche et la plaquette La justice militaire, ce qu’il faut savoir éditée par le mensuel Cité nouvelle. Dans plusieurs villes, en 1976 et 1977, l’affiche fait l’objet d’une série de condamnations,, des colleurs, du dessinateur, du directeur de Cité nouvelle et du directeur du journal Lutte antimilitariste qui publie l’affiche en couverture. Cabu illustre le livre Les Juges kaki de Mireille Debard, secrétaire du Groupe d’action et de résistance à la militarisation, et Jean-Luc Hennig. Il réalise de nombreux reportages sur des procès de réfractaires à l’armée. À bas toutes les armées ! et Adjudant Kronenbourg sont des anthologies de ses dessins antimilitaristes. Après l'assassinat de Cabu en 2015, l’Union pacifiste publie Merci Cabu !, recueil des dessins offerts, de 1975 à 1993, par l’auteur pour les unes du journal de l’association.

### Critique de toutes les religions
En 2006, à la suite des polémiques ayant suivi la publication de dessins satiriques représentant le prophète Mahomet dans la presse scandinave, Le Monde interroge huit dessinateurs et caricaturistes, dont Cabu qui déclare : 

« Je pense qu'il n'y a pas de délit de blasphème contre la religion en France. Je suis athée. On peut critiquer toutes les religions. […] Je suis par ailleurs frappé de voir, en ce qui concerne les musulmans, à quel point les modérés ne s'expriment pas et laissent faire des choses terribles en leur nom. En tant que dessinateur, il ne faut pas se laisser faire. »

### Caricaturiste populaire

#### Droit de réponseetRécré A2
Engagé par Jacqueline Joubert en septembre 1978, Cabu apparaît dans l'émission télévisée Récré A2 dont la devise était : « Apprendre en s'amusant ». Il crée des planches en direct et relève les défis de dessins lancés par les téléspectateurs aux côtés de William Leymergie dans une rubrique intitulée Maraboud'ficelle. Il refuse catégoriquement de suivre l'animatrice Dorothée dans son transfert sur TF1, préférant marquer sa fidélité à l'émission de Jacqueline Joubert et au service public. Il y reste jusqu'à la fin de l'émission en juin 1988 avec l'équipe des mercredis matin dont Marie Dauphin et Charlotte Kady. « Je venais de Charlie Hebdo. On s’étonnait de ma présence chez Dorothée. Mais pour un dessinateur, c’est le public idéal. Tous les enfants dessinent jusqu’à 12 ans ».
En 1982, il travaille pour FR3, Antenne 2 et TF1.
Il participe à l'émission Droit de réponse, présenté par Michel Polac de 1981 à 1987. Accompagné de Siné, Wiaz et Wolinski, Cabu illustre en direct les débats de l'émission sur une palette graphique. Un dessin de Wiaz, « Une maison de maçon, un pont de maçon, une télé de m... », brandi à l'antenne par l'animateur aurait entrainé la fin de l'émission, le 19 septembre 1987. Le sujet évoquait la corruption dans la construction, et n'épargnait pas le nouveau propriétaire de TF1, l'entrepreneur Francis Bouygues,.
Toujours sur Antenne 2, à l’invitation du producteur Daniel Patte, il participe à partir de 1987 à Télématin, réagissant en direct par ses dessins au contenu de l'émission et à l'actualité. Sa notoriété lui vaut une notice biographique en 1985 dans le Petit Robert des noms propres.

#### Le Canard enchaîné

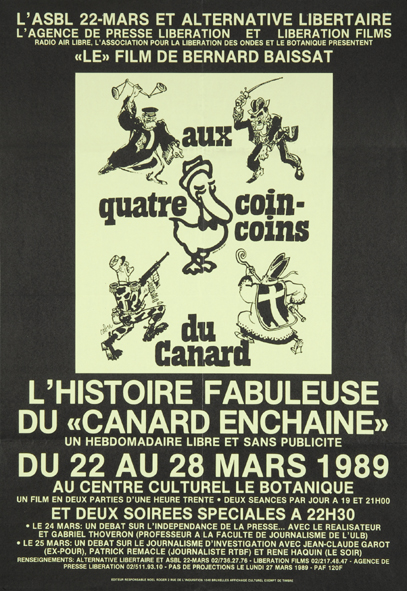
Affiche du documentaire Aux 4 coin-coins du Canard (1989), avec quatre dessins de Cabu.

Il travaille pour Le Canard enchaîné à partir de 1982. Il y transpose le personnage du Beauf, actualisé en 1995.
Il rencontre Véronique Brachet, attachée de presse des Éditions Dargaud, alors qu'il travaillait pour le magazine Pilote. Il s'installe dans le quartier Saint-Germain-des-Prés en 1975 pour se rapprocher des clubs de jazz. Il divorce d'Isabelle en 1976.

#### Résurrection deCharlie Hebdo
En 1991, Cabu est de l'aventure de La Grosse Bertha jusqu'à ce qu'il démissionne, avec Philippe Val, à la suite d'un différend avec le directeur de publication, Jean-Cyrille Godefroy. Cabu et Val désirent avoir leur propre hebdomadaire, et ressuscitent Charlie Hebdo dont ils financent le premier numéro avec Renaud et Gébé.
Le premier numéro sort le 1er juillet 1992 et connaît le succès. Il est tiré à 120 000 exemplaires. Charlie Hebdo retrouve l'ancienne maquette et une partie de l'ancienne rédaction du journal, dont Cavanna, Delfeil de Ton, Siné, Gébé, Willem, Wolinski, Cabu, et de nouvelles signatures : Charb, Oncle Bernard, Renaud, Riss et Tignous.
Outre ses travaux pour le Canard enchaîné et Charlie Hebdo, Cabu effectue des reportages dessinés à New York, en Chine et en Inde — en compagnie du journaliste de l'Agence France-Presse Pierre-Antoine Donnet — d'où il rapporte des livres de croquis.
Pour Jean-Luc Godard, il est le « plus grand journaliste de France ».

### Vie privée
Cabu s'est d'abord marié à Isabelle Monin, qui devint rédactrice en chef du magazine écologiste La Gueule ouverte, avec laquelle il a eu un fils, le chanteur Mano Solo (Emmanuel Cabut), décédé le 10 janvier 2010.
Il s'est remarié à Véronique Brachet. Directrice de la communication au service presse de Radio-France, elle avait exercé les mêmes fonctions à Air France et auprès de Dominique Strauss-Kahn, au ministère de l'Économie et des Finances.

### Assassinat

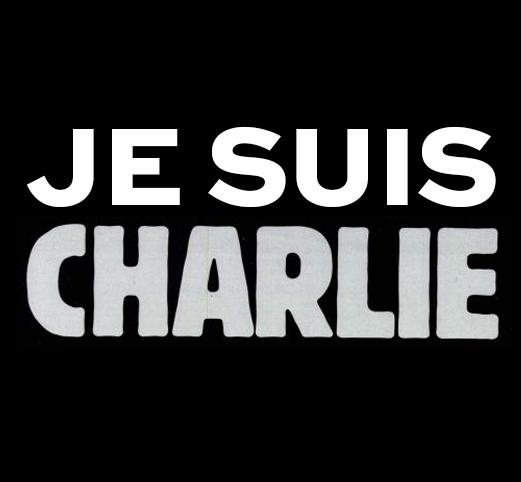
« Je suis Charlie »

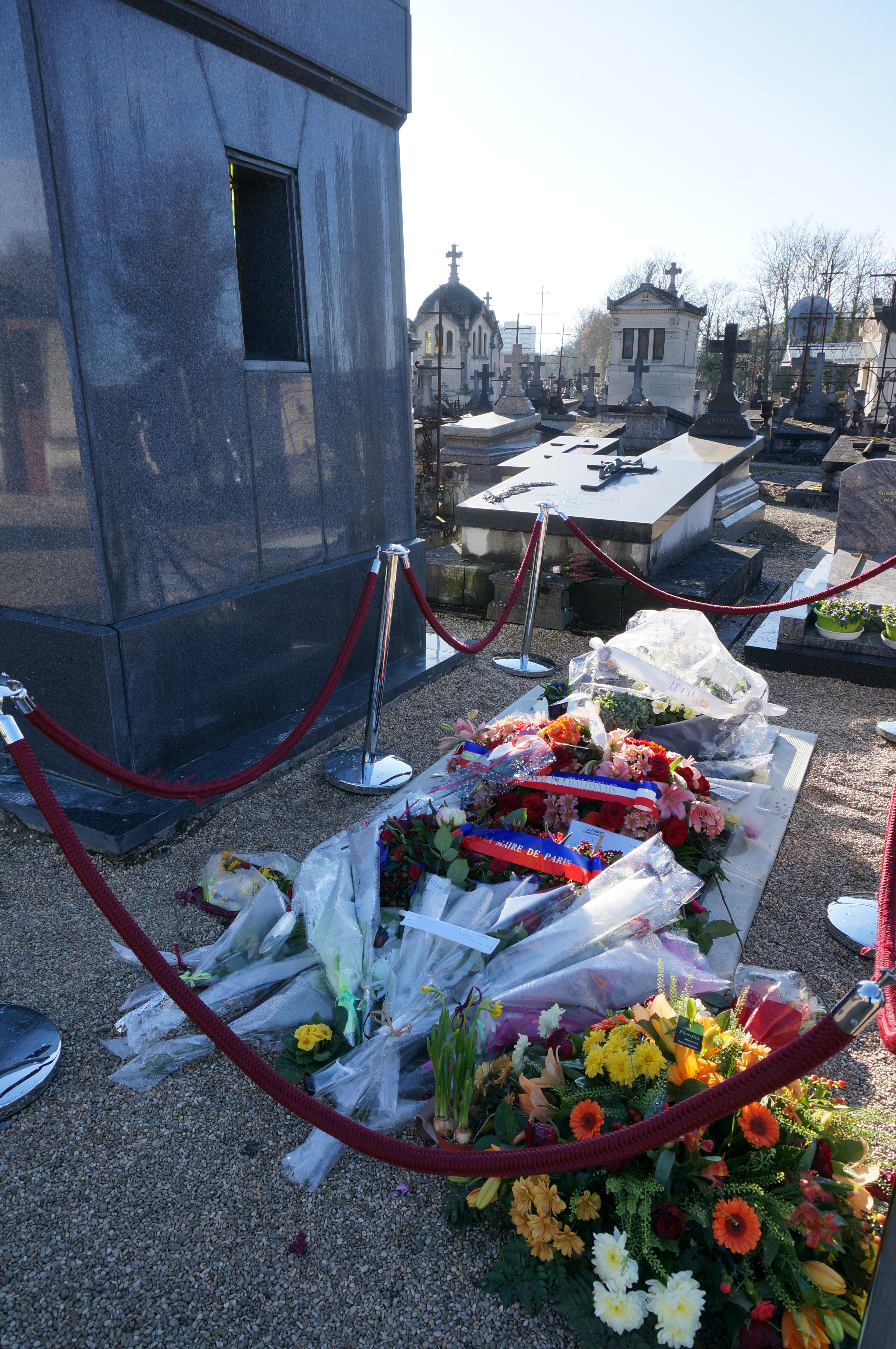
Tombe de Cabu au cimetière de l'Ouest de Châlons-en-Champagne.

Cabu meurt le 7 janvier 2015, assassiné par les frères Kouachi, lors de l'attentat contre la rédaction de Charlie Hebdo,.
Il est inhumé dans l'intimité familiale, le 14 janvier 2015, au cimetière de l’Ouest de Châlons-en-Champagne.
Par arrêté du 11 mars 2015, la mention « Victime du terrorisme » est inscrite sur son acte de décès.
Il reçoit, le 31 décembre 2015, les insignes de chevalier de la Légion d'honneur à titre posthume.

## Son œuvre
En plus des journaux cités précédemment, Cabu collabora épisodiquement au Monde libertaire, à Ici Paris, Jazz Hot, Rallye, Rock & Folk, Le Nouveau Candide, Le Journal du dimanche, France-Soir, Paris-Presse, Le Figaro, Le Figaro littéraire, La revue de médecine, Le Nouvel Observateur, Le Monde, Ciné Revue, Action, Jours de France, Pariscope, CFDT syndicalisme, 20 ans, Le Journal de la Maison, le Journal des messageries maritimes, La Gueule ouverte, Charlie Mensuel, Politique hebdo, La Grosse Bertha, Télé Poche, Mon quotidien…
Il participa également au journal municipal de la ville de Paris sous la mandature de Bertrand Delanoë, avec une page de BD. Il se préoccupe également d'éducation à l’Image, illustrant sur un scénario de Laurent Gervereau le livre Le Monde des Images. Comprendre les images pour ne pas se faire manipuler, publié en 2004 chez Robert Laffont. Il accompagne depuis 2005 le Musée du Vivant, premier musée international sur l'écologie, en réalisant son logo, en participant au prix de la communication équitable et en donnant un fonds de plus de 500 dessins originaux couvrant toute sa carrière depuis 1954 (faisant l'objet du livre de Laurent Gervereau Cabu à la ville, Cabu aux champs en 2014). Ce fonds, prêté gratuitement, sert pour de nombreuses expositions, dont celle diffusée avec la Ligue de l'Enseignement depuis mars 2015 à la suite de son assassinat : Cabu, dessinateur citoyen.
Cumulant virtuosité d'exécution, mise en exergue lors de ses interventions en direct à la télévision, dont il est après Tac au tac l'un des pionniers, économie et fluidité de trait, sens audacieux et spontané de l'humour et capacité de créer de nombreux personnages types célèbres, croquant les hommes politiques avec une aisance et une acuité reconnaissables, il est sollicité par un grand nombre de publications et considéré, par le public comme par ses pairs, comme l'un des caricaturistes français les plus doués et les plus populaires du XXe siècle, reconnu de son vivant par plusieurs expositions comme l'un des Daumier de son époque.
Il est l’illustrateur de la pochette de Saltimbanque (parfois aussi appelé Caricature à cause de sa pochette) du 3e album de Maxime Le Forestier. Il illustre aussi la série de double CD Cabu chez Nocturne, anthologies consacrées à quelques grands musiciens de jazz : Ellington, Basie, Gillespie, Peterson, Kenton, Bechet… En 1982, il intervient sur les pochettes des albums et 45 tours de Dorothée, Hou ! La menteuse (1982) et Pour faire une chanson (1983). Jusqu'en 1987, il y a toujours une Dorothée dessinée par Cabu sur les pochettes de disques de la chanteuse, sa dernière participation sera pour le 45 tours Où se cache l'Amour en 1987. Il illustre les albums de Font et Val des années 1980. En 2007, il dessine la couverture du livre de la journaliste Florence Belkacem, Vous pouvez répéter la question?, publié aux éditions de l'Archipel.
Il participe à de nombreuses expositions de ses dessins. Notamment, l’exposition La caricature entre à l’Assemblée qui s'est tenue en janvier et février 2004 à l’Assemblée nationale (avec également les dessins de Plantu, Pétillon, Wiaz et Calvi), et Cabu et Paris qui s'est tenue à l’hôtel de ville de Paris du 21 septembre au 27 janvier 2006.

## Réception, influence et postérité de Cabu

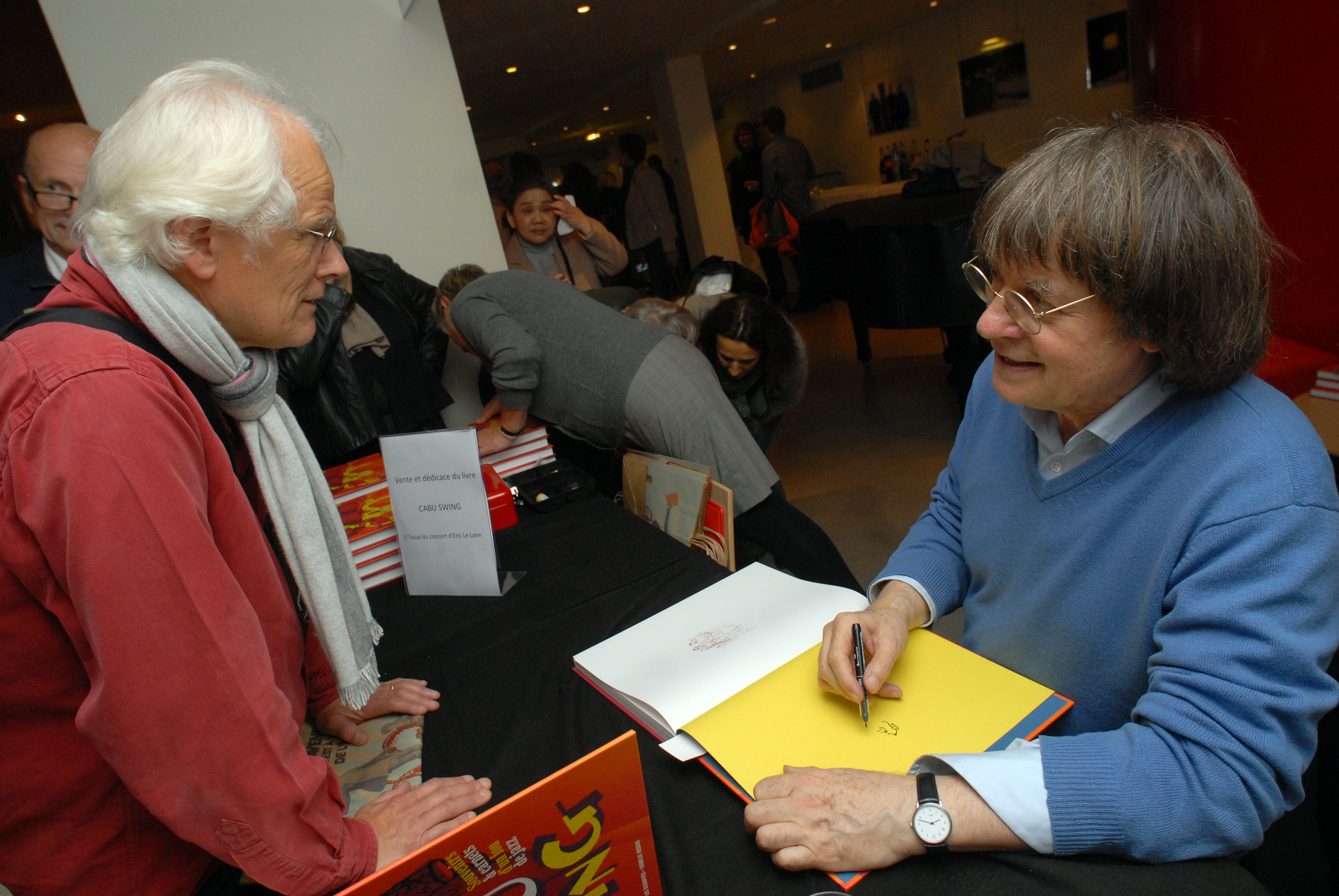
Cabu dédicace son livre sur le jazz Cabu Swing au Carré Belle Feuille de Boulogne-Billancourt, en 2013.

En 1979, Cabu reçoit en Belgique le prix Saint-Michel du « meilleur dessinateur étranger » pour À bas toutes les armées !
De septembre 2006 à janvier 2007, une exposition-hommage, Cabu et Paris, a lieu à l'Hôtel de ville de Paris. France Culture en 2007 diffuse dans son émission À voix nue des entretiens avec Patrice Tourne qui seront coéditiés en 2008 par France Culture et les éditions de l'Aube. La Médiathèque Georges Pompidou de Châlons-en-Champagne, sa ville natale, lui consacre une rétrospective. Un documentaire, Cabu, politiquement incorrect !, écrit par Bernard Fournier et réalisé par Jérôme Lambert et Philippe Picard, a été consacré à Cabu et diffusé sur France 5 en septembre 2006. Une exposition « Hommage au Grand Duduche » a été organisée du 12 décembre 2008 au 10 janvier 2009 à la Librairie Goscinny.
La mort de Cabu a ému des millions de personnes. Dans les écoles, le métro, les bureaux, une minute de silence a été dédiée à Charlie Hebdo, le 8 janvier 2015.
Jean-Pierre Bouyxou de Paris Match : « Ce doux anarchiste n’a pas son pareil pour dénoncer le conformisme et la bêtise d’une époque qu’il exècre littéralement [...] Ses cibles préférées ne sont pas seulement les militaires et les dignitaires religieux, mais aussi les racistes, les chasseurs, les pollueurs, les riches profiteurs, tous ceux qu’il appelle « les beaufs » et dont il ne se lasse pas de fustiger l’égoïsme ».
En mars 2015, l'école Estienne, où il avait étudié, appose une plaque commémorative. La mairie du 13e arrondissement propose que le nouvel amphithéâtre de l'école soit nommé « Amphi Charlie ».
En octobre 2015, une gargouille a été créée à son effigie, un crayon dans les cheveux, sur la tour de la Lanterne à La Rochelle, à la suite de la réfection de cette dernière. Une seconde gargouille est à l'effigie de Georges Wolinski.
Sa dernière affiche a été dessinée pour les Rencontres-Promenades d'Argentat sur Dordogne (histoiresdepassages.com) de juillet 2015. La municipalité a fait créer, pour l'édition du 21 au 24 juillet 2016, par un sculpteur sur bois, Guillaume Andelot, une statue reproduisant son dessin (le buste du Grand Duduche avec un chapeau à fleurs).
En novembre 2018, est annoncée l'ouverture d'une « Duduchothèque » à Chalons-en-Champagne, espace culturel consacré à l'œuvre de Cabu.
Du 9 octobre au 19 décembre 2020, à l'initiative de sa veuve, Véronique Cabut, est organisée, à l'hôtel de ville de Paris, l'exposition Le Rire de Cabu qui regroupe plus de trois cent cinquante dessins de l’artiste.
Du 3 mai 2022 au 19 juin 2022, l'exposition Le Rire de Cabu est présentée par la région Occitanie. Les dessins sont exposés à l'Hôtel de région à Toulouse et une exposition de photos et dessins en grand format, Cabu, dessinateur tout terrain, est présentée sur le parvis de l'Hôtel de région à Montpellier.

## Œuvres complètes de Cabu
Les titres d'œuvres sont suivis de leurs premières éditions ainsi que de leurs années de parution

### Albums de bande dessinée

#### Le Grand Duduche
- Le Grand Duduche, Paris, Dargaud, 1967

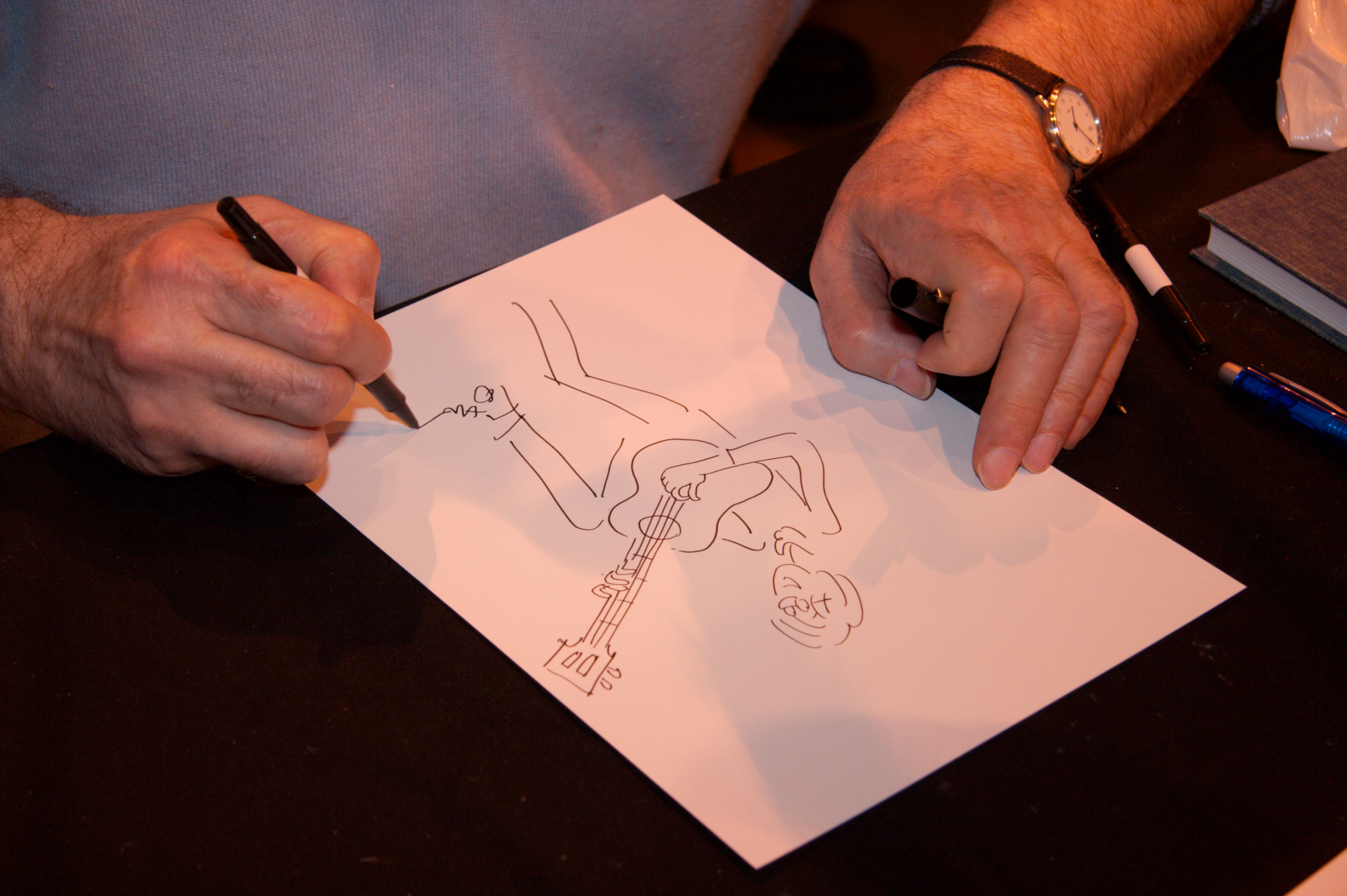
Cabu dessinant le Grand Duduche au Salon du livre de 2008.

- Le Grand Duduche : Il lui faudrait une bonne guerre !…, Paris, Dargaud, 1973
- Le Grand Duduche : L’Ennemi intérieur, Paris, Éditions du Square, janvier 1973
- Le Grand Duduche en vacances, Paris, Éditions du Square, janvier 1980, 74 p. (ISBN 978-2-205-01806-6)
- Passe ton bac, après on verra !, Paris, Éditions du Rond-Point, janvier 1980
- Cabu et Wiliam Leymergie, Maraboud’ficelle, Paris, Dargaud, 1980, 40 p. (ISBN 978-2-205-01695-6)
- Le Grand Duduche : À bas la mode !, Paris, Dargaud, 1981, 74 p. (ISBN 978-2-205-01863-9)
- Le Grand Duduche et la fille du proviseur (1982, Dargaud)
- Le Grand Duduche : L'Intégrale (préf. René Goscinny), Paris, Vents d'Ouest, décembre 2008, 640 p. (ISBN 978-2-7493-0435-9)

#### Catherine
- Le Journal de Catherine, Paris, Éditions du Square, 1970
  - rééd. Le Journal de Catherine, Paris, Folio, 25 janvier 1974, 160 p. (ISBN 978-2-07-036529-6)
- Catherine saute au Paf !, Paris, Éditions du Square, 1978

#### Mon beauf
- Mon Beauf' (préf. François Cavanna), Paris, Le Square, janvier 1976, 72 p.
- La France des beaufs, Paris, Le Square, avril 1979, 78 p.
- Camille-le-camé contre mon beauf, édition Le Square-Albin Michel, octobre 1980  (ISBN 9782226010605)
- Mitterrand et son beauf, Paris, Albin Michel, octobre 1984, 68 p. (ISBN 2-226-01412-8)
- Rôti de Beauf (préf. François Cavanna), Paris, Le Cherche midi, avril 1985, 141 p. (ISBN 978-2-86274-066-9)
- À consommer avec modération, Paris, Albin Michel, janvier 1989, 57 p.
- Les nouveaux beaufs sont arrivés, Paris, Le Cherche midi, avril 1992, 63 p. (ISBN 2-86274-231-7)
- L’Intégrale Beauf (préf. Eric Emptaz), Paris, Michel Lafon, octobre 2014, 320 p. (ISBN 978-2-7499-2342-0)
- La nouvelle France des beaufs, Les échappées, 2011  (ISBN 9782357660502)

#### Tonton
- Tonton 1er roi de France (1988, Belfond)
- Tonton accro (1988, Albin Michel)
- Tonton la-terreur (1991, Albin Michel)
- Adieu Tonton (1992, Albin Michel)

#### Albums divers
- Les Aventures de madame Pompidou, Paris, Le Square, juin 1972, 63 p.[69]
- Cabu, Paris, Glénat, coll. « Carton », avril 1975, 64 p.
- À bas toutes les armées ! (1977, Éditions du Square), 113 p[70],[71].
- Cabu et Didier Convard, Inspecteur la Bavure, Paris, Albin Michel, janvier 1981, 41 p. (ISBN 2-226-01105-6)[72]
- Bien dégagé sur les oreilles, Paris, La Découverte, octobre 1985, 139 p. (ISBN 2-7071-1568-1)
- Votez mère Denis (1981) (le Square/Albin Michel)
- Le Nez de Dorothée (1986, Flammarion)
- Showbiz (1986) (Albin Michel)
- Un japonais à Paris (1988) (Belfond) (avec Akio SUZZUKI)
- Le Gros Blond avec sa chemise noire (1988, Albin Michel)
- Les Interdits de Cabu (1989, Albin Michel)
- Mort aux vieux ! (1989, Albin Michel)
- Cabu au Canard enchaîné (1989, Albin Michel)
- Cabu passe aux aveux (1990) (Jean-Cyrille GODEFROY)
- Les abrutis sont parmi nous (1992, Albin Michel)
- Responsables mais pas coupables ! (1993, Albin Michel)
- Secrets d’État (1994, Albin Michel)
- Cabu, Adjudant Kronenbourg, Éditions Mille et une nuits, coll. « Les petits libres », 1994, 64 p. (ISBN 978-2-910233-12-9)
- Parole(s) de Tapie (le bêtisier de Nanar-la-Combine) (1995) (Albin Michel)
- A votre bon coeur !  (l'Abbé Pierre chez les exclus) (1995) (l'Echo des savanes/Albin Michel)
- Grosses nerveuse (1995) (Le Cherche midi)
- Les Aventures épatantes de Jacques Chirac (1996, Albin Michel)
- Revoir Paris (1996) (ARLEA)
- Chirac flippe (1996) (L'Archipel)
- Le retour du gros blond (1998) (Albin Michel)
- Vas-y Jospin ! (1999, Albin Michel)
- À gauche toute ! (2000, Albin Michel)
- ma Vè république (2001) (HOEBEKE)
- L'étranger de Cabu (2002) (Cherche Midi)
- Carnets de jazz (2004) (Edition du Layeur)
- Chroniques papale (2005) (Edition du Layeur)
- Cabu et Paris (2006) (HOEBEKE)
- Etre ou ne pas être beauf (2007) (Edition du Layeur)
- C’est la faute à la société (2008, 12 bis)
- Mai 68 (collectif, 2008, Michel Lafon)
- Dessins cruels, Paris, Le Cherche midi, avril 2014, 128 p. (ISBN 978-2-7491-3483-3)
- Cabu, Merci Cabu ! : Les Unes du journal Union pacifiste, Paris, Union pacifiste, 2015, 104 p.
- Cabu s'est échappé !, mille dessins pour les échappées de Charlie Hebdo, 1969-2015, préface de Bertrand Delanoë, (2017, Les échappés)
- le rire de Cabu (2020) (Michel Lafon)
- À bas toutes les guerres ! (2022, Les échappés)

### Ouvrages collectifs
- Élevons le débat, recueil de dessins parus dans Charlie Hebdo en 2009-2010, éditions Les Échappés
- Plus belle la crise !, recueil de dessins parus dans Charlie Hebdo en 2008-2009, éditions Les Échappés
- Liberté Égalité Fraternité, recueil de dessins parus dans Charlie Hebdo en 2007-2008, éditions Les Échappés
- Les Brèves de Charlie Hebdo (3 tomes), 2008-2009-2010, éditions Les Échappés
- Où vas-tu petit soldat ? - A l’abattoir !, 1989, Éditions du Monde libertairel
- "Les années Charlie" HOEBEKE 2004 (avec BERNAR, CHARB, FOURNIER, GEBE, HONORE, JULL, KAMAGUMKA, LEFRED-THOURON, LUZ, REISER, RISS, SINE, TIGNOUS, WILLEM, WOLINSKI
- "Les années Jean-Paul II" HOEBEKE 2005 (avec BERNAR, CATHERINE, CHARD, GEBE, HONORE, JUL, LUZ, MOUGEY, RISS, TIGNOUS, WILLEM, WOLINSKI
- "La succès story des présidents"  HOEBEKE 2006 (avec CHARB, GEBE, HONORE, JUL, LUZ, RISS, TIGNOUS, WILLEM, WOLINSKI)

### Reportages dessinés
- Cabu et David Alain (préf. Daniel Cohn-Bendit), Cabu reporter-dessinateur : Les années 70, Issy-les-Moulineaux, Vents d'Ouest, 2007, 205 p. (ISBN 978-2-7493-0277-5)
- Cabu et David Alain (préf. Michel Polac), Cabu reporter-dessinateur : Les années 80, Issy-les-Moulineaux, Vents d'Ouest, 2008, 205 p. (ISBN 978-2-7493-0446-5)
- Cabu et Jean-Christophe Tournebise, Cabu au Japon, Éditions du Seuil, 1993, 214 p. (ISBN 978-2-02-020642-6)
- Cabu et Pierre-Antoine Donnet, Cabu en Chine, Éditions du Seuil, 2000, 240 p. (ISBN 978-2-02-036175-0)
- Cabu et Pierre-Antoine Donnet, Cabu en Inde, Éditions du Seuil, 2002, 251 p. (ISBN 978-2-02-048344-5)
- Cabu à New-York, Paris, Les Arènes, 2013, 296 p. (ISBN 978-2-35204-271-6)
- Cabu en Amérique Seuil 1990 avec Jean-Claude GUILLEBAUD, Laurent JOFFRIN
- Sauve qui peut à l'est Seuil 1991 avec Jean-Claude GUILLEBAUD

### Illustrations
- Claude-Marie Vadrot (ill. Cabu), Plutôt Russe que mort !, Seuil, 1987, 251 p. (ISBN 978-2-02-012248-1)
- Les Archets de Paris, Monsieur de Saint-George (1739-1799), 4 Concertos pour violon (ill. Cabu), CD, Arpège et Calliope 2007, CAL 9373 (EAN 0794881-84602-3)
- Jean-Yvon Lafinestre et Yann Couëdel (ill. Cabu), Le guide de l'enseignant : Gérer sa classe de primaire, Nantes, Éditions du Temps, 2008, 89 p. (ISBN 978-2-84274-456-4)
- Didier Varrod et Nicolas Preschey (ill. Cabu), Charles Trenet, Paris, Flammarion, 2013, 224 p. (ISBN 978-2-08-129566-7)
- Mireille Debard et Jean-Luc Hennig (préf. Michel Foucault, ill. Cabu), Les juges kaki, Paris, Alain Moreau, 4e trimestre 1977, 297 p.
- Cabu, La Rafle du Vel d’Hiv, Dessins présentés par Laurent Joly, (Avant-propos: Véronique Cabut), Paris, Tallandier - Mémorial de la Shoah, 2022, 56 p. (ISBN 979-10-210-5398-4)

### Exposition
- Cabu et Paris, à l’hôtel de ville de Paris du 21 septembre au 27 janvier 2006.
- Bibliothèque d'Alexandrie (Égypte) 2005.
- Cabu Dessins de la Rafle du Vel d'Hiv, au Mémorial de la Shoah du 1er juillet au 17 novembre 2022[73].

### Écrits divers
- La Potachologie - Histoire naturelle du potache, avec un texte de René Goscinny, Denoël, 1963.
- Jean-Marie Boëglin (ill. Cabu), Ouvrez le massacre, Le Sagittaire, 1977 (ISBN 978-2-7275-0028-5)[74]
- Cabu in Jazz, Paris, Éditions du Layeur, 2004, 132 p. (ISBN 978-2-915118-13-1)
- Cabu, l'observateur engagé, entretiens avec Patrice Tourne, France Culture-Éditions de l'Aube, 2008
- Cabu et Laurence Garcia, Cabu 68, Arles, Acte Sud, 2008, 223 p. (ISBN 978-2-7427-7522-4)
- Peut-on encore rire de tout ?, Paris, Éditions du Cherche Midi, 2012, 125 p. (ISBN 978-2-7491-1821-5)
- Cabu Swing, souvenirs et carnets d'un fou de jazz, Paris, Les échappés, 2013, 224 p. (ISBN 978-2-35766-067-0)

### Préfaces
- Dany Doriz et Christian Mars (préf. Cabu), 60 Ans de jazz au Caveau de la Huchette, Paris, L'Archipel, 2008, 157 p. (ISBN 978-2-8098-0033-3)
- Michel Dixmier et Henri Viltard (préf. Cabu), Jossot caricatures : De la révolte à la fuite en Orient (1866-1951), Paris, Paris bibliothèques, 2011, 183 p. (ISBN 978-2-84331-175-8)

### Affiche
- Non à la « justice » militaire[34], Campagne pour l'abolition de la « justice » militaire, 1975.

### Cinéma et télévision
Cabu a joué dans deux films :
- L'An 01 : film français, scénarisé par son ami Gébé et réalisé par Jacques Doillon en 1973, dans lequel on retrouve également François Cavanna, le Professeur Choron et Delfeil de Ton, ses amis et confrères du journal Charlie-Hebdo. Cabu y joue (comme eux) le rôle de « conspirateur »[75].
- Tire-au-flanc 62 : film français réalisé par François Truffaut et Claude de Givray, sorti en 1961. Le scénario du film est tiré d'une pièce de théâtre déjà adaptée une première fois au cinéma par Jean Renoir. Cabu y joue le petit rôle d'un soldat « As du dessin »[76].
- Cabu illustre également une séquence dans la série d’animation Il était une fois…, où il adapte Le Petit Poucet.

#### Cabu, études bibliographiques ou critiques
- Carton, les cahiers du dessin d'humour, Glénat, no 4, 1975.
- Jean-Paul Tibéri, Cabu dessinateur pamphlétaire, Michel Fontaine, 1984, 159 p. (ISBN 978-2-904237-06-5)
- Jean-Paul Tibéri, Cabu passe aux aveux, Jean-Cyrille Godefroy Editions, 1990, 255 p. (ISBN 978-2-86553-081-6)
- Robert Belleret, « Cabu, l'enragé volontaire », Le Monde, no 18655,‎ 16 janvier 2005, p. 12 (ISSN 0395-2037)
- Frédéric Potet, « Cabu, un coup de crayon sans égal », Le Monde,‎ 8 janvier 2015, p. 2 (ISSN 0395-2037)
- Jean-Pierre Bouyxou, « Mort de Cabu - Un dessinateur contre tous les fanatismes », ParisMatch.com,‎ 7 janvier 2015 (lire en ligne).
- Numa Sadoul, Dessinateurs de presse : entretiens avec Cabu, Charb, Kroll, Luz, Pétillon, Siné, Willem et Wolinski, Glénat, Grenoble, 2014, 215 p.  (ISBN 978-2-344-00016-8)
- Christian Marmonnier, Entretien avec Cabu (1998), Bananas no 8 (2016)  (ISSN 1261-9507)
- José-Louis Bocquet, Je suis Cabu. Opuscule tiré à 365 exemplaires et envoyé comme carte de vœux aux amis de l’auteur en janvier 2015.
- Jean-Luc Porquet, Cabu, une vie de dessinateur, Gallimard, 2018, 384 p.  (ISBN 978-2-072-72919-5)
- Laurent Joly, Cabu La Rafle du Vel D'Hiv, Taillandier 2022, 56 p.  (ISBN 979-1-021-05398-4)

#### Catalogue d'exposition
- Cabu et François Cavanna, Cabu et Paris, Paris, Hoëbeke, 2006, 180 p. (ISBN 978-2-84230-256-6)

#### Documentaire
- Cabu, politiquement incorrect, de Philippe Picard et Jérôme Lambert, sur un scénario de Bernard  Fournier, 2006 [présentation en ligne], France 5.
- Tu t'es vu sans Cabu ?, de Jean-Marie Pasquier, 7 octobre 2015, Paris Première.
- Hommage à Cabu avec Philippe Val et William Leymergie, émission Rembob'INA, 3 janvier 2021, La Chaîne parlementaire, Vidéo sur LCP.

#### Ouvrages et articles critiques en langues étrangères
- (en) « Jean Cabut: Stalwart of Charlie Hebdo who created two of France's best-loved cartoon characters », The Independent,‎ 9 janvier 2015 (ISSN 0951-9467, lire en ligne, consulté le 17 janvier 2015).
- (en) « Cabu - Obituary », The Daily Telegraph,‎ 7 janvier 2015 (ISSN 0307-1235, lire en ligne, consulté le 16 janvier 2015).
- (en) « Cabu - Obituaries », The Times,‎ 12 janvier 2015 (ISSN 0140-0460, lire en ligne, consulté le 17 janvier 2015).
- (en) « Obituary: 'Charlie Hebdo' cartoonist Cabu », Irish Independent,‎ 11 janvier 2015 (lire en ligne, consulté le 17 janvier 2015).
- (en) « Charlie Hebdo attack: Jean Cabut (Cabu) killed in Paris terrorist attack », The Sydney Morning Herald,‎ 12 janvier 2015 (ISSN 0312-6315, lire en ligne, consulté le 17 janvier 2015).